# Onychognathus nabouroup
El estornino naburup (Onychognathus nabouroup) es una especie de ave paseriforme en la familia Sturnidae propia del África meridional.

## Descripción
Mide 27 cm de longitud en promedio y pesa entre 94 y 122 gramos. El plumaje es de color negro brillante uniforme con las primarias de color marrón pálido con tonos blanquecinos. Las hembras son similares en apariencia a los machos, pero son más pequeñas que estos últimos.

## Distribución
Se distribuye en áreas áridas y semiáridas en el suroeste de África, desde el suroeste de Angola a través de Namibia y el extremo suroeste de Botsuana hasta el sur de Sudáfrica. Vive principalmente en áreas con terreno rocoso, acantilados y gargantas. Es un omnívoro generalista, se alimenta de una variedad de frutas e insectos.